# Politický systém Austrálie
Austrálie (oficiálně Australské společenství) je federativní konstituční monarchie, zastupitelská demokracie s vícestranickým systémem a s povinnou volební účastí. Austrálie je v personální unii tj. sdílí se Spojeným královstvím společného panovníka, který je v Austrálii zastupován generálním guvernérem a v každém spolkovém státě je zastupován dalším guvernérem. Hlavou australské vlády je ministerský předseda.
Vzhledem k historii Austrálie je politický systém velmi podobný tomu ve Spojeném království (resp. Kanadě a Novém Zélandu, tzv. Westminsterský systém), ale z legislativního hlediska mu v žádném případě nepodléhá. Na rozdíl od Spojeného království a Nového Zélandu má Austrálie psanou ústavu.

## Výkonná moc

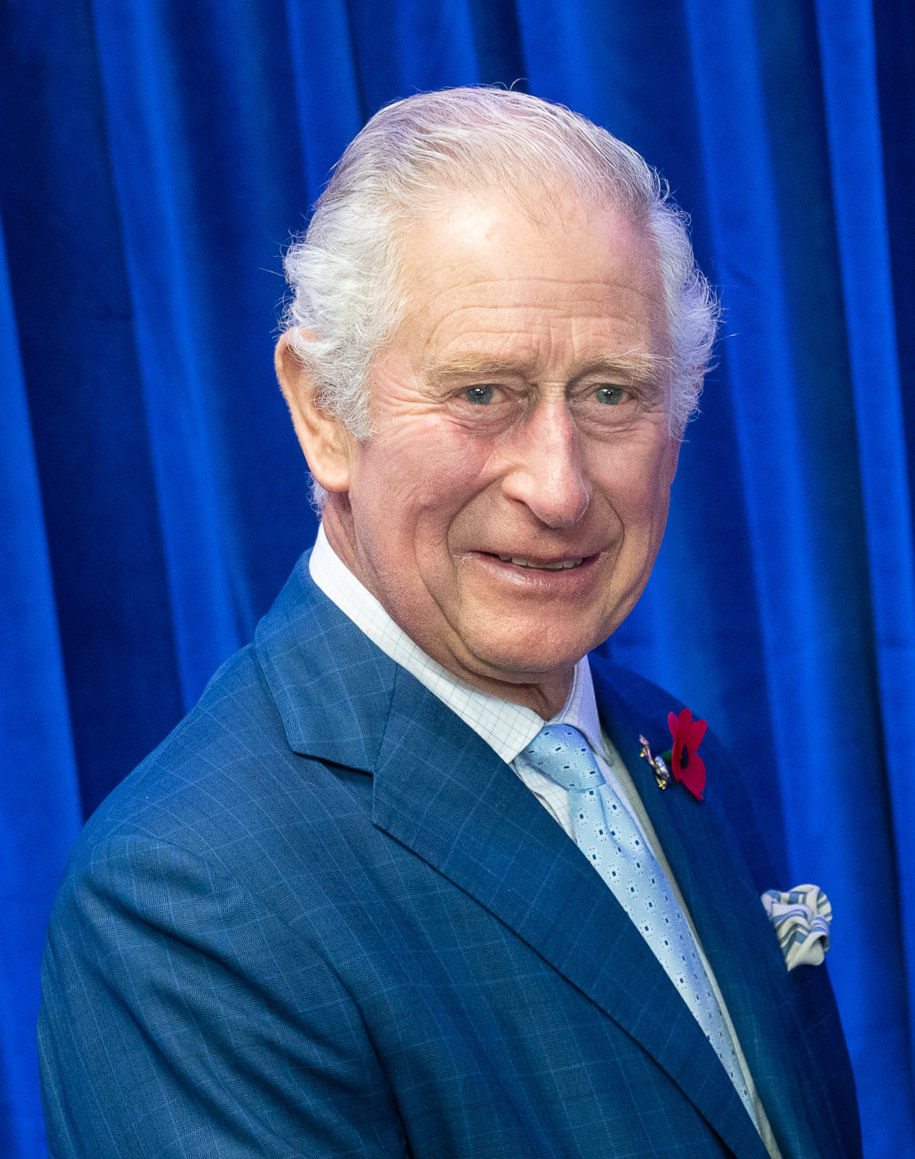
Jeho Veličenstvo král Karel III.

Moc výkonnou představuje panovník , zastupovaný generálním guvernérem a jeho (popř. její) vláda, která je tvořená premiérem a ministry.
Hlavou státu a moci výkonné je král Austrálie (anglicky the King of Australia, celý titul jako hlava Austrálie je anglicky Charles the Third, by the Grace of God King of Australia and His other Realms and Territories, Head of the Commonwealth). V Austrálii je král zastupován generálním guvernérem, stejně tak je guvernérem zastupován v každém svazovém státu.
Austrálie je v personální unii se Spojeným království a dalšími zeměmi Commonwealth realm (vč. Kanady a Nového Zélandu), to ale neznamená podřízení cizímu státu. Austrálie je nezávislým státem od roku 1931 (přijetím Westminsterského statutu) a král (či královna) vládne pouze jako král v právu Austrálie (the Queen in Right of Australia). Navíc od roku 1986, kdy byl australským parlamentem přijat Australia Act není mezi Austrálií a Velkou Británií kromě panovníka již žádné ústavní pojítko.
Pravomoci panovníka resp. generálního guvernéra zahrnují: jmenování členů vlády, soudců a vyslanců, udělení souhlasu s přijetím zákonů, vyhlašování voleb a rozpuštění parlamentu, udělování vyznamenání. Také zastává pozici vrchního velitele Australských obranných sil. Generální guvernér je jmenován panovníkem na návrh předsedy vlády a poté jedná dle jeho doporučení. Jedná se o převážně ceremoniální funkci. Nejvýznamnějším uplatněním vlastní iniciativy královny Alžběty byl souhlas s odvoláním Whitlamovy vlády generálním guvernérem během ústavní krize roku 1975.
Následnictví trůnu se dle Zákona o následnictví koruny z roku 2013 řídí podle absolutní primogenitury, kdy následníkem trůnu je přednostně prvorozený potomek bez ohledu na pohlaví. Předtím bylo od vzniku Austrálie následnictví trůnu určeno Zákonem o nástupnictví z roku 1701 podle klasické kognatické primogenitury. Dědicem trůnu byl prvorozený syn (a poté jeho potomstvo), který měl přednost před druhorozeným, prvorozená dcera před druhorozenou, ale nejmladší syn před nejstarší dcerou, dcera před strýcem, starší linie před mladšími liniemi.
Tato změna následnického systému poškodila zájmy australských republikánů, kterých je v Austrálii poměrně velké množství. Republiku se jim prosadit zatím nepodařilo (referendum v roce 1999 skončilo neúspěchem). Australští republikáni, kteří monarchii kritizovali pro nespravedlivé zvýhodňování mužů před ženami v dosavadním nástupnickém řádu tím ztratili nejsilnější argument.
Australská federální vláda (anglicky Cabinet of Australia) je tvořena premiérem a ministry a je odpovědná parlamentu. Přestože fakticky plní roli vlády, není ústavním orgánem a tak její rozhodnutí formálně schvaluje Federální výkonná rada (anglicky Federal Executive Council), která je tvořena současnými a bývalými členy vlády a jejím úkolem je radit generálnímu guvernérovi. Její obdobou ve Spojeném království a Kanadě je královská Tajná rada. Federální radě formálně předsedá generální guvernér, který ale není jejím členem a prakticky se jejího jednání neúčastní.
Každý spolkový stát má svůj parlament a z něj vzešlou vládu.

## Zákonodárná moc
Moc zákonodárnou reprezentuje svazový Australský parlament, který je dvoukomorový, skládá se z krále (jako hlavy moci zakonodárné), Sněmovny reprezentantů a Senátu. Zákonodárná moc panovníka resp. generálního guvernéra se omezuje na vyhlašování voleb a souhlas či nesouhlas se zákony.[zdroj⁠?!]
Sněmovna reprezentantů (dolní komora) tvoří 150 členů. Jejich počet je určen podle počtu obyvatel jednotlivých států. Do sněmovny reprezentantů se volí každé tři roky všech 150 poslanců, každý za jeden volební obvod. Volí se tzv. australským systémem (alternativní hlasování). Podobně jako ve Spojeném království, strana s nejvyšší podporou ve sněmovně reprezentantů vytváří vládu vedenou premiérem („ministerský předseda“).
Senát (horní komora) tvoří 76 senátorů, kde každý spolkový stát má 12 zástupců a každé teritorium 2. Funkční období senátorů je 6 let, přičemž se každé 3 roky volí polovina senátorů.
Volby jsou povinné (neúčast je postihnutelná) pro všechny občany starší 18 let.
Roku 1986 přijal australský parlament tzv. Australia Act, podle kterého není australský parlament či vláda v ničem podřízena britskému parlamentu a společný je pouze panovník.

## Soudní moc
Soudní moc reprezentuje Nejvyšší soud Austrálie, dále Australský federální soud, vrchní soudy každého státu a ostatní níže postavené soudy.